# Veronika (canção de Raiven)

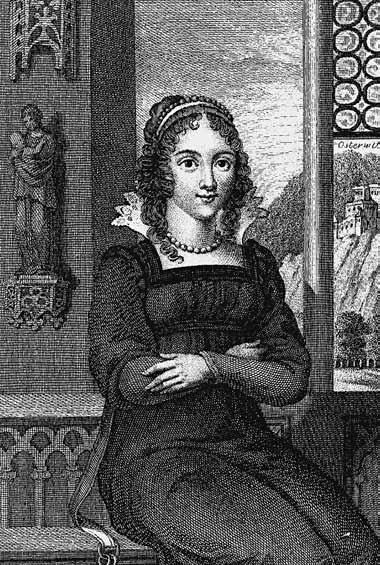
Verónica de Desenice, que serviu de inspiração para a canção.

"Veronika" é uma canção da mezzo-soprano eslovena Raiven que representou a Eslovénia no Festival Eurovisão da Canção de 2024 em Malmö.
A canção é da autoria de Raiven e, segundo a própria, é inspirada na história de Verónica de Desenice, nobre eslovena do século XV, esposa de Frederico II de Celje, e condenada à morte em 1425, acusada de bruxaria. Foi revelada a 20 de janeiro de 2024.
A canção atuou na 1ª semifinal, tendo sido apurada para a grande final onde ficou no 23.º lugar com 27 pontos.